# Scottsboro, Alabama
Scottsboro là một thành phố thuộc quận Jackson, tiểu bang Alabama, Hoa Kỳ. Dân số năm 2009 là 14879 người, mật độ đạt 113 người/km².